# Ochraethes
Ochraethes is een kevergeslacht uit de familie van de boktorren (Cerambycidae). De wetenschappelijke naam van het geslacht werd voor het eerst geldig gepubliceerd in 1860 door Chevrolat.

## Soorten
Ochraethes omvat de volgende soorten:
- Ochraethes brevicornis (Chevrolat, 1860)
- Ochraethes citrinus (Chevrolat, 1860)
- Ochraethes clerinus Bates, 1892
- Ochraethes cristoforii (Chevrolat, 1860)
- Ochraethes litura Bates, 1885
- Ochraethes nigrescens Chemsak & Linsley, 1974
- Ochraethes nigritus Bates, 1892
- Ochraethes nigropunctatus (Chevrolat, 1860)
- Ochraethes obliquus (Chevrolat, 1860)
- Ochraethes obscuricornis Bates, 1892
- Ochraethes octomaculata Chemsak & Noguera, 2001
- Ochraethes palmeri Bates, 1880
- Ochraethes picticornis Bates, 1880
- Ochraethes pollinosus (Chevrolat, 1835)
- Ochraethes sommeri (Chevrolat, 1835)
- Ochraethes tomentosus (Chevrolat, 1860)
- Ochraethes tulensis Bates, 1892
- Ochraethes umbratilis Bates, 1885
- Ochraethes virescens (Chevrolat, 1860)
- Ochraethes viridiventris (Chevrolat, 1860)
- Ochraethes z-littera (Chevrolat, 1860)
- Ochraethes zebratus Bates, 1885